# Haruna Asami
Haruna Asami (jap. 浅見八瑠奈 Asami Haruna; ur. 12 kwietnia 1988 w Iyo) – japońska judoczka, dwukrotna mistrzyni świata. 
Największym sukcesem zawodniczki są dwa złote medale mistrzostw świata zdobyte w 2010 i 2011 roku w kategorii do 48 kg.